# Provincia di Phatthalung
La provincia di Phatthalung  si trova in Thailandia, nella regione della Thailandia del Sud. Si estende per 3.424,5 km², ha 523 077 abitanti (2020) con una densità di popolazione di 152,75 ab,/km². Il capoluogo è il distretto di Mueang Phatthalung, nel quale si trova la città principale Phatthalung.

## Geografia antropica
La provincia è suddivisa in 11 distretti (amphoe). Questi a loro volta sono suddivisi in 65 sottodistretti (tambon) e 626 villaggi (muban).

Mappa degli Amphoe

| 1. Mueang Phatthalung 2. Kong Ra 3. Khao Chaison 4. Tamot 5. Khuan Khanun 6. Pak Phayun | 1. Si Banphot 2. Pa Bon 3. Bang Kaeo 4. Pa Phayom 5. Srinagarindra |

### Amministrazioni comunali
Non vi sono città maggiori, il solo comune della provincia che ha lo status di città minore (thesaban mueang) è Phatthalung, che a tutto il 2020 aveva 32 423 residenti. Tra i comuni di sottodistretto (thesaban tambon), i più popolosi erano Khok Muang e Han Tao, che avevano rispettivamente 10 386 e 10 041 residenti.